# Eine Handvoll Frieden
Eine Handvoll Frieden (Originaltitel: A Time Out of War) ist ein US-amerikanischer Kurzfilm von Denis Sanders aus dem Jahr 1954. Der Film basiert auf der Kurzgeschichte The Pickets von Robert W. Chambers.
Auf der Oscarverleihung 1955 wurde der Film mit einem Oscar ausgezeichnet.

## Inhalt
Der Film spielt an einem Fluss zur Zeit des amerikanischen Bürgerkrieges. Zwei Soldaten der Union halten eine Stellung an einem Ufer, ein Soldat der Konföderation befindet sich direkt gegenüber am anderen Ufer.
Die Parteien handeln eine Waffenruhe aus, die eine Stunde dauern soll. Während dieser Stunde kommen sich die Männer näher, auch wenn sie unterschiedliche Ziele vertreten. So tauschen sie Tabak aus, angeln miteinander und entwickeln Respekt füreinander.

## Hintergrund
Die Brüder Denis und Terry Sanders waren beide Studenten an der UCLA. Mit elf weiteren Studenten (drei als Schauspieler und acht als Mitarbeiter) sowie einem Budget von 2.000 Dollar, von denen 700 Dollar von der Universität stammten, wurde an einer Stelle des Santa Ynez River bei Santa Barbara gedreht.

## Auszeichnungen
1955 wurde der Film in der Kategorie Bester Kurzfilm (zwei Filmrollen) mit dem Oscar ausgezeichnet.
Bei der Verleihung des British Film Academy Awards wurde Eine Handvoll Frieden ein Spezialpreis zugesprochen, zudem wurde der Film für den United Nations Award nominiert.
Der Film gewann den Kurzfilmpreis bei den Internationalen Filmfestspielen von Venedig.
2006 erfolgte die Aufnahme ins National Film Registry.